# Diaprepesilla flavomarginaria
Diaprepesilla flavomarginaria là một loài bướm đêm trong họ Geometridae.